# Pternandra azurea
Pternandra azurea är en tvåhjärtbladig växtart som först beskrevs av Carl Ludwig von Blume, och fick sitt nu gällande namn av Isaac Henry Burkill. Pternandra azurea ingår i släktet Pternandra och familjen Melastomataceae. Utöver nominatformen finns också underarten P. a. cordata.